# Bengt Algotsson (Algotssönernas ätt)
Bengt Algotsson (Algotssönernas ätt), född på 1200-talet, död omkring 1307, var en svensk riddare.

## Biografi
Bengt Algotsson (Algotssönernas ätt) var son till Algot Brynolfsson (Algotssönernas ätt). Han nämns första gången 2 oktober 1283. Bengt Algotsson flydde 1288 efter sin bror Folke Algotsson (Algotssönernas ätt) brudrov till Norge. Han flyttade tillbaka till Sverige, senast 1305 och var då riddare. Bengt Algotsson nämns sista gången 1307.

### Familj
Bengt Algotsson var far till lagmannen Algot Bengtsson (Algotssönernas ätt).